# Łazienka

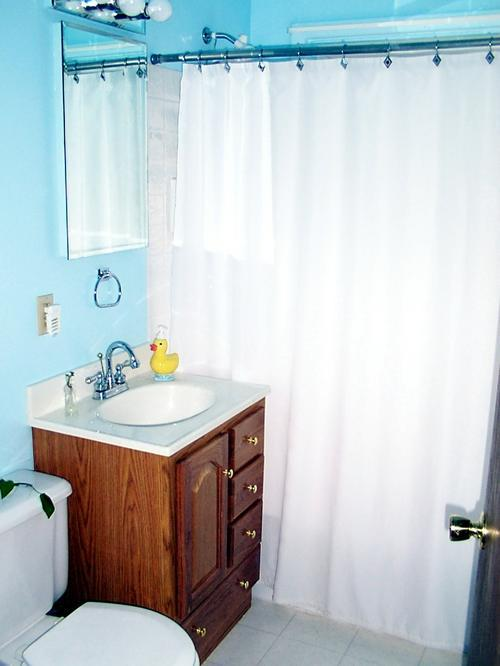
Przykładowa łazienka

Łazienka – pomieszczenie o charakterze sanitarnym, służące do wykonywania czynności związanych z utrzymaniem higieny osobistej, wymagających użycia wody. W łazience można się umyć, wykąpać, wziąć prysznic. Jest zwykle jednym z pomieszczeń wchodzących w skład lokalu mieszkalnego, budynku zamieszkania zbiorowego, pokoju hotelowego, oraz stanowi niezbędny element każdego miejsca publicznego.

## Program przestrzenny

### Prawo w Polsce
Zgodnie z polskim prawem w łazience w mieszkaniach w budynkach wielorodzinnych musi być możliwe usytuowanie wanny kąpielowej lub prysznica, umywalki, pralki i kosza na bieliznę. Do łazienek publicznych odnoszą się inne wymagania.

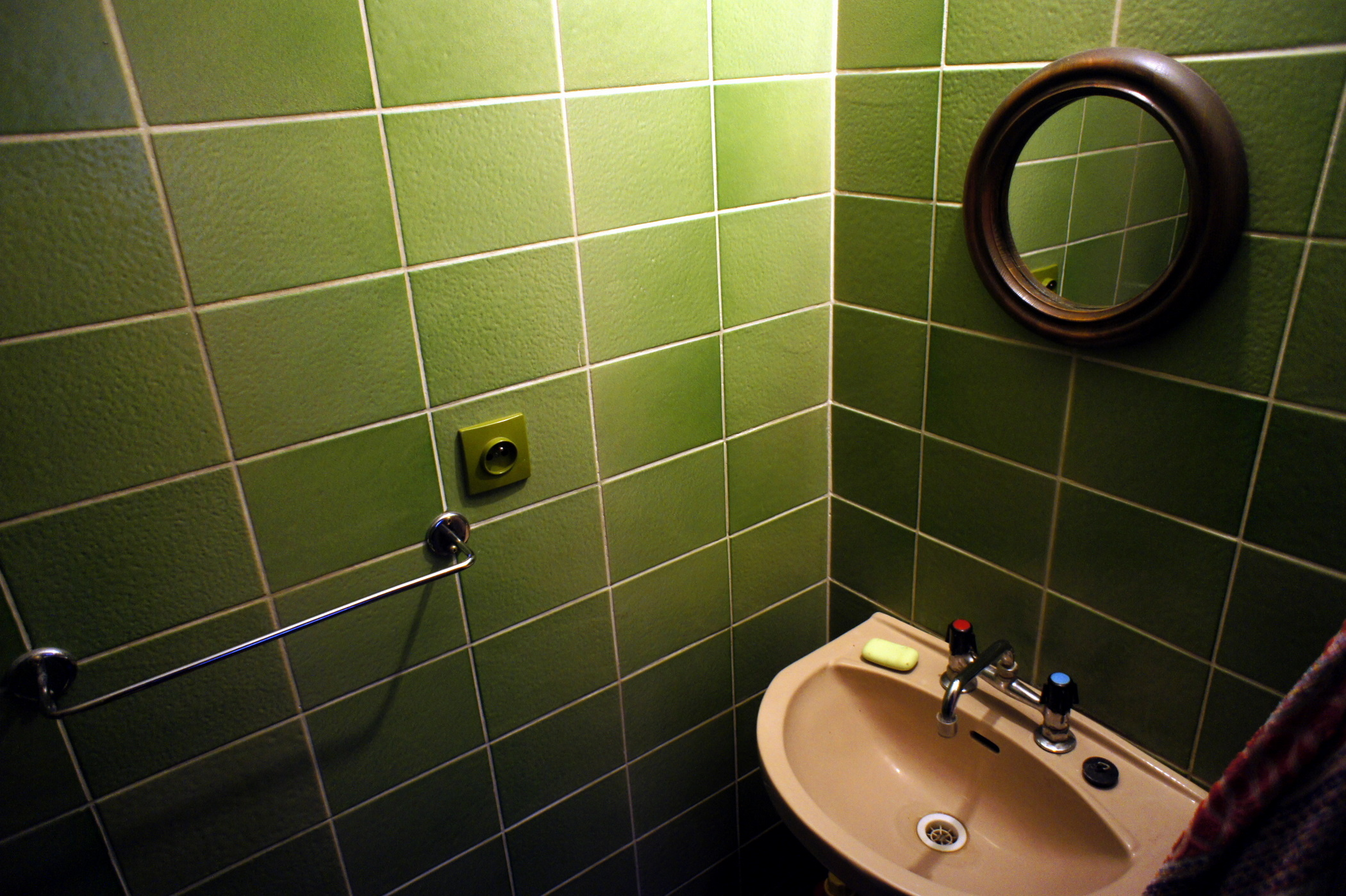
Łazienka w czasach PRL-u. Na ścianach typowe wówczas płytki "chmurka"

W czasach PRL dopuszczano znaczne ograniczenia w programie łazienki: bez umywalki – w małych mieszkaniach, z miejscem na pralkę w kuchni, ze wspólną łazienką na piętrze dla kilku lokali. Podobnie budowano domy czynszowe o małym standardzie na całym świecie.

## Instalacje
W urządzeniach łazienki powinna znajdować się ciepła i zimna woda. Pomieszczenie powinno być wentylowane: grawitacyjnie, lub w ściśle określonych przepisami przypadkach mechanicznie.
Często łazienkę wyposaża się w grzejnik (zależnie od przepisów budowlanych).

## Łazienka dla niepełnosprawnych
Żeby łazienka mogła być uznana za przeznaczona dla niepełnosprawnych musi spełnić szereg wymogów, z których najważniejsze to :
- tzw. strefa ruchu- czyli wystarczająca ilość miejsca do swobodnego manewrowania wózkiem
- przystosowanie podstawowych urządzeń: umywalki, lustra, muszli klozetowej.
- specjalne elementy: na rynku dostępne są specjalne elementy ułatwiające niepełnosprawnym korzystanie z łazienki jak siedziska pod natrysk, pochwyty, słupki itp.